# Ваганов, Александр Дмитриевич
Александр Дмитриевич Ваганов (11 мая 1924, Яранский уезд, Вятская губерния — декабрь 1943, Житомирская область, пропал без вести) — советский военнослужащий. Участник Великой Отечественной войны. Герой Советского Союза (1943). Старший сержант.

## Биография
Александр Дмитриевич Ваганов родился в 1924 году в деревне Симонята Яранского уезда в крестьянской семье. После окончания школы работал в колхозе. В 1940 году уехал в город Вятские Поляны, где окончил школу ФЗО. До призыва в армию работал слесарем на Вятско-Полянском машиностроительном заводе.
В ряды Рабоче-крестьянской Красной Армии А. Д. Ваганов был призван Вятско-Полянским райвоенкоматом Кировской области 27 октября 1942 года. После окончания курсов пулемётчиков сержант А. Д. Ваганов получил назначение в 383-й стрелковый полк 121-й стрелковой дивизии, сражавшейся в составе 60-й армии Воронежского фронта, где был зачислен на должность командира пулемётного расчёта 2-й пулемётной роты. На Воронежском фронте Александр Дмитриевич принимал участие в Воронежско-Касторненской операции и операции «Звезда», освобождении городов Семилуки и Щигры, сёл Латное и Нижнедевинск.
26 марта 60-я армия была включена в состав Центрального фронта и летом 1943 года принимала участие в сражении на Курской дуге. Александр Дмитриевич участвовал как в стратегической оборонительной фазе Курской битвы, так и в операции «Кутузов». После разгрома немцев на Курской дуге войска Центрального фронта практически без паузы начали Битву за Днепр. Старший сержант А. Д. Ваганов особо отличился в ходе её составной части — Черниговско-Припятской операции.
В конце августа 1943 года при форсировании реки Сейм подразделения дивизии были встречены сильным миномётно-пулемётным и артиллерийским огнём. Старший сержант Ваганов со своим расчётом сумел форсировать реку и, заняв выгодную позицию, открыл по немцам шквальный огонь, уничтожив свыше 30 солдат и офицеров противника, чем обеспечил переправу двух стрелковых рот своего полка. 30 августа 1943 года подразделения 121-й стрелковой дивизии освободили город Рыльск и, преодолев с боями около 60 километров, 31 августа 1943 года вступили на территорию Украины. 22 сентября 1943 года при форсировании реки Десны был тяжело ранен командир 2-й пулемётной роты. Старший сержант А. Д. Ваганов принял командование ротой на себя. Под его командованием рота отразила две контратаки противника. 26 сентября 1943 года Александр Дмитриевич в числе первых форсировал Днепр у села Глебовка Вышгородского района Киевской области Украины. В одном из боёв за удержание плацдарма пулемётчик Ваганов уничтожил до 40 военнослужащих вермахта.
Указом Президиума Верховного Совета СССР от 17 октября 1943 года старшему сержанту Ваганову Александру Дмитриевичу было присвоено звание Героя Советского Союза.Грамота передана матери Вагановой П. М.
29 сентября 1943 года 60-я армия была передана Воронежскому фронту (с 20 октября 1943 года — 1-й Украинский фронт). Александр Дмитриевич участвовал в боях на Лютежском плацдарме и Киевской наступательной операции. Не смирившись с потерей Киева, немецкое командование в ноябре-декабре 1943 года предприняло на Правобережной Украине ряд мощных контрударов. Соединения 60-й армии, оборонявшиеся на житомирском направлении, в ходе Киевской оборонительной операции понесли тяжёлые потери и вынуждены были отступить, оставив город Житомир. Часть подразделений попала в окружение. В ходе кровопролитных боёв в декабре 1943 года старший сержант А. Д. Ваганов пропал без вести.

## Награды
- Медаль «Золотая Звезда» (17.10.1943).
- Орден Ленина (17.10.1943).
- Медаль «За отвагу» (04.09.1943).

## Память
- Памятник Герою Советского Союза А. Д. Ваганову установлен в городе Яранске Кировской области Российской Федерации.
- Мемориальная доска в честь Героя Советского Союза А. Д. Ваганова установлена на здании заводоуправления ОАО Вятско-Полянский машиностроительный завод «Молот» в городе Вятские Поляны Кировской области Российской Федерации.
- Имя Героя Советского Союза А. Д. Ваганова увековечено на мемориальной доске в парке Дворца пионеров в городе Кирове Российской Федерации.
- Именем Героя Советского Союза А. Д. Ваганова названы улицы в городах Яранске и Вятские Поляны Кировской области Российской Федерации.
- В память о Герое Советского Союза А. Д. Ваганове учреждён ежегодный турнир по гиревому спорту, приуроченный к Дню Героев Отечества.
- В селе Рождественском Яранского района 11 мая 2019 года открыт музей, посвящённый Ваганову.

## Комментарии
1. ↑  Деревня Симонята, относившаяся к Шешургской волости Яранского уезда, в последующем входила в состав Рождественского, в 1970-е годы — Октябрьского сельсовета Яранского района Кировской области; упразднена 21.12.1981[1].

## Документы
- Общедоступный электронный банк документов «Подвиг Народа в Великой Отечественной войне 1941—1945 гг.» Архивировано 13 марта 2012 года. № в базе данных 150004952. Архивировано 22 сентября 2012 года.
- Обобщённый банк данных «Мемориал». Архивировано 10 мая 2012 года. ЦАМО, ф. 58, оп. 977521, д. 379. Архивировано 10 июля 2013 года., ЦАМО, ф. 58, оп. 977534, д. 1. Архивировано 10 июля 2013 года.